# Philippe Clévenot
Philippe Clévenot, né à Paris le 10 septembre 1942 et mort à Caluire-et-Cuire le 18 octobre 2001 est un comédien français.
Il a travaillé, entre autres, avec Antoine Vitez, Jean-Pierre Vincent, Jean Jourdheuil, Bernard Sobel, Bruno Bayen, Matthias Langhoff, Peter Zadek, Bérangère Bonvoisin, au théâtre ; ainsi qu'avec Bertrand Blier, Michel Deville, Patrice Leconte ou encore Jean-Jacques Beineix, au cinéma.
En 1987, il reçoit le Molière du meilleur comédien pour son interprétation de Louis Jouvet dans Elvire Jouvet 40 (spectacle de Brigitte Jaques, créé au Théâtre national de Strasbourg, en janvier 1986).

## Biographie
Philippe Clévenot compte parmi les plus grands acteurs d’une génération qui, dans les années 1960-1970, se lançait dans l’aventure des créations collectives et entendait toucher un nouveau public, populaire, à l’instar de Jean Vilar ou d’Ariane Mnouchkine.
De 1962 à 1965, il suit les cours du Centre dramatique de l'Est alors sous la direction d'Hubert Gignoux, Pierre Lefèvre et Claude Petitpierre. Parallèlement, il continue l'étude de l'orgue, du clavecin et du piano. Après les deux années de son service militaire (1965-1967) pendant lesquelles il apprend l'allemand, il devient membre de la maison de la Culture de Bourges, dirigée par Gabriel Monnet. En 1971, il participe aux débuts du Théâtre de l'Espérance avec Jean Jourdheuil et Jean-Pierre Vincent, puis, en 1976, rejoint l’école du TNS (l'école supérieure d’art dramatique de Strasbourg) que dirige le même Jean-Pierre Vincent. De 1985 à 1987, il est pensionnaire à la Comédie-Française.
Philippe Clévenot joue aussi bien le répertoire classique que le théâtre contemporain. Ainsi le voit-on dans Le Misanthrope de Molière ou Macbeth de Shakespeare (deux mises en scène de Jean-Pierre Vincent) ; dans Le Prince de Hombourg de Kleist (mise en scène de Matthias Langhoff), La Cruche cassée du même Kleist (mise en scène de Bernard Sobel) ; dans L'École des femmes de Molière (mise en scène de Bernard Sobel), Le Neveu de Rameau de Diderot (mise en scène de Jean-Marie Simon), dans Artaud Mômo ou la conférence du Vieux Colombier et Histoire vécue d'Artaud Mômo d'Antonin Artaud, où il interprète l'auteur, dans Un barrage contre le Pacifique de Marguerite Duras ou encore Dans la jungle des villes de Brecht (mise en scène de Stéphane Braunschweig), dans la Vie de l’égoïste Fätzer, du même Brecht (sous la direction de Bernard Sobel), dans Rumeur à Wall Street de Bernard Chatellier, d’après le Bartleby de Melville (mise en scène de Bérangère Bonvoisin), ou bien Pionniers à Ingolstadt de Marieluise Fleisser.
En tant que metteur en scène, on lui doit notamment Anna Christie d’Eugene O'Neill, à Genève, en 2000 — spectacle qui est repris au Théâtre Gérard Philipe, à Villeurbanne, en 2001. Par ailleurs, il a également écrit Celle qui ment, d'après la célèbre mystique italienne Angèle de Foligno.
Son premier rôle au cinéma lui est offert par René Allio en 1970, dans Les Camisards. Il travaille ensuite avec de nombreux cinéastes, dont Bertrand Blier, Patrice Leconte ou encore Jean-Jacques Beineix.
L’un de ses derniers films au cinéma est Disparus (1998), premier long métrage historique et politique d'un jeune réalisateur, Gilles Bourdos.
Ayant toujours partagé son temps entre Paris et la Normandie, avec sa compagne la comédienne Bérangère Bonvoisin, Philippe Clévenot meurt à l’âge de cinquante-neuf ans, le 18 octobre 2001, des suites d’une longue maladie. Il repose au cimetière de Villerville.

### Famille
Philippe Clévenot est le frère de l'historien des religions Michel Clévenot.

## Elvire Jouvet 40
En 1986, Brigitte Jaques conçoit pour le TNS un spectacle intitulé Elvire Jouvet 40, qui se veut la représentation scénique de sept leçons données en 1940 par Louis Jouvet à une jeune comédienne, Claudia, autour d'une unique scène du Dom Juan de Molière (les adieux d’Elvire, Acte IV, scène 6), répétée et reprise sans relâche.
C’est Maria de Medeiros, interprète de l’élève, qui donne la réplique à Philippe Clévenot. La pièce est jouée trois années consécutives en France et dans de nombreux autres pays.
Le cinéaste Benoît Jacquot a fait une captation filmée de ce spectacle, offrant ainsi une plus large diffusion à ce document sur la relation entre metteur en scène et acteur.

## Théâtre
- 1965 : La Cantatrice chauve d’Eugène Ionesco, mise en scène Claude Petitpierre, Centre dramatique de l'Est : Le Capitaine des pompiers
- 1965 : Les Deux Bourreaux de Fernando Arrabal, mise en scène Claude Petitpierre, Centre dramatique de l'Est : Le Mari
- 1965 : Dom Juan de Molière, mise en scène Charles Joris, Festival de Neuchâtel et Théâtre Populaire Romand : Dom Juan
- 1967 : Les Violettes de Georges Schéhadé, mise en scène Roland Monod : Colombo
- 1967 : Cœur à cuire de Jacques Audiberti, mise en scène Gabriel Monnet, Théâtre de l'Atelier : le troisième homme
- 1967 : Le Chandelier d’Alfred de Musset, mise en scène André Steiger, Théâtre populaire de Lorraine et Centre dramatique de l'Est : Clavaroche
- 1968 : Le Ping-pong d’Arthur Adamov, mise en scène André Steiger, Théâtre populaire de Lorraine et Centre dramatique de l'Est : Victor
- 1968 : Macbeth de Shakespeare, mise en scène Gabriel Monnet, Comédie de Bourges : Malcolm
- 1968 : Victor ou les enfants au pouvoir de Roger Vitrac, mise en scène Guy Lauzin, Comédie de Bourges : Victor
- 1969 : La Grande Enquête de François-Félix Kulpa de Xavier Pommeret, mise en scène Antoine Vitez, Théâtre des Amandiers : Giroda et Le Procureur
- 1970 : La Grande Enquête de François-Félix Kulpa de Xavier Pommeret, mise en scène Antoine Vitez, Maison de la Culture d'Amiens, Théâtre de la Cité internationale : Giroda et Le Procureur
- 1971 : Henri VIII de William Shakespeare, mise en scène Gabriel Garran, Théâtre de la Commune :L'Archevêque de Canterbury/Cranner
- 1971 : Barrage contre le Pacifique de Marguerite Duras, adaptation Geneviève Serreau, mise en scène Georges Goubert, Comédie de l'Ouest : Joseph
- 1971 : Le Camp du drap d'or de Serge Rezvani, mise en scène Jean-Pierre Vincent, Festival d'Avignon : Le Chah D'Iran
- 1971 : Capitaine Schelle, Capitaine Eçço de Serge Rezvani, mise en scène Jean-Pierre Vincent, Théâtre de Chaillot : Capitaine Eçço
- 1972 : La Langue au chat de Roger Planchon, mise en scène de l'auteur et Gilles Chavassieux, Théâtre du Gymnase, Maison de la Culture de Reims, TNP Villeurbanne, Théâtre de Nice : Neyron
- 1972 : La Grande Enquête de François-Félix Kulpa de Xavier Pommeret, mise en scène Antoine Vitez, Théâtre Romain Rolland Villejuif
- 1973 : Woyzeck de Georg Büchner, mise en scène Jean-Pierre Vincent, Jean Jourdheuil et Dominique Muller, Théâtre de l’Espérance/Théâtre du Lambrequin : Le Docteur
- 1973 : Don Juan et Faust de Christian Dietrich Grabbe, mise en scène André Engel, Théâtre Le Palace : Don Juan
- 1974 : La Tragédie optimiste de Vsevolod Vichnievski, mise en scène Bernard Chartreux et Jean-Pierre Vincent, Théâtre du Gymnase : Alexeï
- 1974 : En r'venant de l'expo de Jean-Claude Grumberg, mise en scène Jean-Pierre Vincent, Théâtre Ouvert, Théâtre national de l'Odéon : L'Anglais
- 1974 : L'Éveil du printemps de Frank Wedekind, mise en scène Brigitte Jaques, Festival d'automne à Paris : Melchior Gabor
- 1975 : Germinal d’Émile Zola, adaptation Michel Deutsch, Collectif Théâtre national de Strasbourg : Lantier
- 1976 : Le Neveu de Rameau de Diderot, mise en scène Jean-Marie Simon, Festival de Spoleto : Lui
- 1976 : Dimanche de Michel Deutsch, mise en scène Philippe Clévenot et Dominique Muller
- 1976 : Un week-end à Yaïk d’après Pougatchev de Serge Essenine, mise en scène André Engel, Théâtre national de Strasbourg : Gregori Malnikof
- 1977 : Le Misanthrope de Molière, mise en scène Jean-Pierre Vincent, Théâtre national de Strasbourg : Alceste
- 1977 : Franziska de Frank Wedekind, mise en scène Jean-Pierre Vincent et Agnès Laurent, Théâtre national de Strasbourg : Karl Almer, peintre
- 1978 : Palais de la guérison de Sean O'Casey, mise en scène Jean-Pierre Vincent : Cache-Nez Rouge
- 1980 : Expédition Pôle-Est d’Arnold Bronnen, mise en scène Louis-Charles Sirjacq, Théâtre Gérard Philipe : Alexandre
- 1980 : L'Histoire du soldat d’Igor Stravinsky, direction orchestrale Paul Mefano, Festival d’Uzeste : le soldat
- 1981 : Edouard II de Christopher Marlowe, mise en scène Bernard Sobel, avec Bertrand Bonvoisin, Nouveau théâtre de Nice, Théâtre de Gennevilliers : Edouard II
- 1981 : La Chute de l’égoïste Johann Fatzer de Bertolt Brecht-Heiner Müller, mise en scène Bernard Sobel, Théâtre de Gennevilliers : Johann Fatzer
- 1982 : Le Rocher, la lande la librairie d’après Montaigne, mise en scène Jean Jourdheuil et Jean-François Peyret, Théâtre de la Commune d’Aubervilliers : un des Magasiniers
- 1982 : Intrigue et Amour de Schiller, mise en scène Jean-Marie Simon, Théâtre de la Commune d’Aubervilliers : Miller
- 1982 : La Cruche cassée de Heinrich von Kleist, mise en scène Bernard Sobel, Théâtre de Gennevilliers : Le juge Adam
- 1984 : Frédéric, prince de Hombourg de Heinrich von Kleist, mise en scène Manfred Karge, Matthias Langhoff, TNP Villeurbanne, Festival d'Avignon : Le Prince électeur
- 1984 : Celle qui ment d’après Angèle de Foligno, adaptation Philippe Clévenot, mise en scène Bérangère Bonvoisin, Théâtre de la Bastille
- 1985 : L'École des femmes de Molière, mise en scène Bernard Sobel, avec Anouk Grinberg, Théâtre de Gennevilliers : Arnolphe
- 1985 : La Tragédie de Macbeth de William Shakespeare, mise en scène Jean-Pierre Vincent, Festival d’Avignon-Comédie-Française : Macbeth
- 1986 : Elvire Jouvet 40 conception et mise en scène Brigitte Jaques, Compagnie Pandora, Théâtre national de Strasbourg, Comédie-Française, reprise en 1987 au Théâtre de l'Athénée-Louis-Jouvet, tournée internationale jusqu’en 1988  : Louis Jouvet
- 1987 : Pionniers à Ingolstadt de Marieluise Fleisser, mise en scène Bérangère Bonvoisin, Théâtre Nanterre-Amandiers : Karl
- 1988 : Voyage autour de ma chambre de Xavier de Maistre, mise en scène Agnès Laurent, Théâtre de la Bastille : Xavier de Maistre
- 1989 : L’Imposture d’après Georges Bernanos, mise en scène Brigitte Jaques, Théâtre de la Ville : Abbé Cénabre
- 1990 : Mesure pour mesure de Shakespeare, mise en scène Peter Zadek, Théâtre national de l’Odéon : Lucio
- 1991 : Baal de Bertolt Brecht, mise en scène Anne Vouilloz, Théâtre Vidy-Lausanne : Eckart
- 1992 : Rumeur à Wall Street de Bernard Chatellier d’après le Bartleby de Herman Melville, mise en scène Bérangère Bonvoisin, Théâtre Nanterre-Amandiers : Captain, homme de loi
- 1993 : Histoire vécue d’Artaud-Mômo, d’Antonin Artaud, Théâtre national de Strasbourg, reprise en 1995 au Théâtre du Vieux Colombier puis en 1997 au Théâtre de l'Athénée-Louis-Jouvet : Antonin Artaud
- 1994 : Les Géants de la montagne de Luigi Pirandello, mise en scène Bernard Sobel, avec Maria Casarès, Théâtre de Gennevilliers : Cotrone
- 1994 : Espions et célibataires d’Alan Bennett, mise en scène Bruno Bayen, Théâtre national de Chaillot : Anthony Blunt et Le Tailleur
- 1994 :  Le commissaire est bon enfant de Courteline, mise en scène Bérangère Bonvoisin, Trouville-sur-Mer.
- 1995 : Abbas d'Abdelmalek Sayad, extrait de La Misère du monde de Pierre Bourdieu, mise en scène Dominique Féret : Abbas, ouvrier algérien
- 1995 : Panégyrique de Guy Debord, mise en scène Jean Thorent, Petit–Odéon
- 1996 : Le Naufrage du Titanic de Hans Magnus Enzensberger, mise en scène Pierre-Alain Chapuis, Festival d'Avignon : Lui
- 1997 : Le Naufrage du Titanic de Hans Magnus Enzensberger, mise en scène Pierre-Alain Chapuis, Théâtre de la Tempête
- 1997 : Dans la jungle des villes de Bertolt Brecht, mise en scène Stéphane Braunschweig, Centre national de création d'Orléans : Schlink
- 1998 : Dans la jungle des villes de Bertolt Brecht, mise en scène Stéphane Braunschweig, Théâtre national de la Colline : Schlink
- 1998 : Œdipe tyran de Friedrich Hölderlin et Philippe Lacoue-Labarthe, mise en scène Jean-Louis Martinelli, Festival d’Avignon : Tirésias
- 1998 : Honorables Canailles de Grégoire Cisky, mise en scène Michelle Marquais, A.T.A/Théâtre de l'Athénée-Louis-Jouvet : Bencze
- 1999 : Le Marchand de Venise de Shakespeare, mise en scène Stéphane Braunschweig, Théâtre Machine/Théâtre des Bouffes du Nord : Shylock
- 2000 : L'Affaire de la rue de Lourcine d'Eugène Labiche, mise en scène Jean-Baptiste Sastre, Théâtre Nanterre-Amandiers : Lenglumé
- 2000 : Anna Christie d’Eugène O'Neill, adaptation Bérangère Bonvoisin, mise en scène Philippe Clévenot, Comédie de Genève, Théâtre Gérard Philipe de Villeurbanne en 2001 : Johnny le Curé

## Filmographie
(N.B. : les dates ci-après sont données à un an près, car elles correspondent parfois à l’époque du tournage et parfois à celle de la sortie du film.)

### Cinéma
- 1970 : Les Camisards de René Allio : La Fleur
- 1972 : Le Moine d’Ado Kyrou
- 1973 : Le Mariage à la mode de Michel Mardore
- 1974 : L'Escapade de Michel Soutter : Paul
- 1974 : France société anonyme d’Alain Corneau
- 1974 : Céline et Julie vont en bateau de Jacques Rivette : Guilou
- 1975 : Histoire de Paul de René Féret : l’amnésique
- 1975 : Parlez-moi d'amour de Michel Drach : Le psychologue
- 1976 : Les Conquistadores de Marco Pauly : Le chef de bureau
- 1978 : Flamme Empor d’Eberhard Schubert
- 1979 : West Indies ou les Nègres marrons de la liberté de Med Hondo : L'abbé
- 1980 : Cocktail Molotov de Diane Kurys : Le diplomate
- 1981 : Eaux profondes de Michel Deville : Henri Valette
- 1981 : La Chanson du mal-aimé de Claude Weisz
- 1983 : Les Yeux des oiseaux de Gabriel Auer : Enrique Materneo
- 1983 : Le Mécène de Frédéric Compain [moyen métrage]
- 1984 : Diesel de Robert Kramer : Amadeus
- 1984 : Blanche et Marie de Jacques Renard : Benoist
- 1985 : Le Mystère Alexina de René Féret : Chesnet
- 1986 : Les Trottoirs de Saturne d’Hugo Santiago : Le commissaire
- 1987 : Embrasse-moi de Michèle Rosier : L'accordeur
- 1987 : De guerre lasse de Robert Enrico : Paul
- 1987 : Camille Claudel de Bruno Nuytten : Eugène Blot
- 1988 : Eden Miseria de Christine Laurent : Paul Herbst
- 1988 : Roselyne et les Lions de Jean-Jacques Beineix : Bracquard
- 1989 : Les Deux Fragonard de Philippe Le Guay : le Père Rudolphe
- 1989 : Je t'ai dans la peau de Jean-Pierre Thorn : Lucien
- 1989 : Le Grand Cirque documentaire de Bruno Delbonnel
- 1990 : Le Mari de la coiffeuse de Patrice Leconte : Morvoisieux
- 1990 : Merci la vie de Bertrand Blier : le producteur
- 1991 : Le Coup suprême de Jean-Pierre Sentier : Monsieur T’Champ
- 1991 : Swing Troubadour de Bruno Bayen : Alex Emmerich
- 1991 : Le Roman court métrage de Grégoire Oestermann
- 1993 : La Place d'un autre de René Féret : le père de Thomas
- 1997 : Il suffirait d’un pont court métrage de Solveig Dommartin
- 1997 : Mordbüro de Lionel Kopp : KMB & Monsieur Jean
- 1998 : Disparus de Gilles Bourdos : Rosenthal
- 1998 : Place Vendôme de Nicole Garcia : Kleiser
- 2001 : Malraux, tu m'étonnes ! de Michèle Rosier : André Malraux âgé

### Télévision
- 1973 : Jeppe des collines de Bernard Rothstein
- 1975 : Moi, Giordano Bruno… de Bernard Rothstein
- 1980 : Le Misanthrope, de Renaud Saint- Pierre : Alceste
- 1980 : Marie de Bernard Sobel : Vikovski
- 1980 : Les Dossiers éclatés : Deux Morts à la Toussaint d’Alain Boudet : Mathieu Pinel
- 1981 : La Ville noire de Jacques Tréfouël : Mancier
- 1981 : Électre de Patrick Bureau : Egisthe
- 1982 : Deuil en vingt-quatre heures de Frank Cassenti : Lozange
- 1982 : Edward II de Bernard Sobel : Edward II
- 1982 : La Sorcière de Charles Brabant : Le dominicain
- 1983 : Richelieu ou la Journée des dupes de Jean-Dominique de La Rochefoucauld : Le duc de Guise
- 1983 : Intrigue et amour de Nat Lilenstein
- 1983 : Le Mécène de Frédéric Compain
- 1984 : La Groupie de Jean Streff : François
- 1985 : L’an Mil de Jean-Dominique de la Rochefoucauld
- 1987 : Elvire Jouvet 40 de Benoît Jacquot : Louis Jouvet
- 1988 : Chopin de François Porcile
- 1992 : Urgence d’aimer de Philippe Le Guay : Le professeur
- 1992 : Pour demain de Fabrice Cazeneuve : Carvil
- 1993 : Rhésus Roméo de Philippe Le Guay : Le Pr Thibaud
- 1996 : La Comète de Claude Santelli : Le prédicateur
- 1996 : Thomas Mann, 1875-1955 de Bernard Sobel
- 1997 : Arthur Conan Doyle de Marie-Dominique Montel
- 2000 : Théo van Gogh de William Karel
- 2001 : Lettres de Vincent van Gogh à son frère de Robert Bober : Vincent van Gogh

## Distinctions

### Décoration
- 1998 :  Officier de l'ordre des Arts et des Lettres[4]

### Récompenses
- Prix du Syndicat de la critique 1981 : Meilleur comédien pour Edouard II
- Molières 1987 : Molière du comédien pour Elvire Jouvet 40

### Vidéo
- Philippe Clévenot dans un extrait du Naufrage du Titanic de Hans Magnus Enzensberger, festival d'Avignon, 1996